# Референдумы в Лихтенштейне (1925)
Референдумы в Лихтенштейне проходили 23 сентября и 23 декабря 1925 года. В сентябре прошёл референдум относительно строительства гидроэлектростанции в Лавена. В связи с высокой стоимостью проекта и необходимостью изыскания кредита в 1 млн швейц. франков Ландтаг вынес это решение на всеобщее голосование. Строительство было одобрен 56,1% голосов избирателей. 
В декабре прошёл референдум по «инициативе Гасснера» и контрпредложение Ландтага. Двойной референдум на одну и ту же тему касался репарации гражданину Йозефу Гасснеру, чьё имущество было принудительно продано в 1913 году. Народная инициатива, получившая название Инициатива Гасснера, требовала возврата имущества Йозефа Гасснера, а также ремонта. После сбора 400 зарегистрированных подписей в поддержку инициативы она была направлена в Ландтаг, который отклонил её 8 октября 1925 года, что привело к необходимости референдума. Одновременно Ландтаг заявил о встречном предложении, исключающем репарации, но открывающем процедуру реституции. Предложение Ландтага было одобрено 81,7& голосов, а инициатива Гасснера была отклонена 89,1%.

## Результаты

### Гидроэлектростанция в Лавена
| Выбор                               | Голоса | %    |
| ----------------------------------- | ------ | ---- |
| За                                  | 957    | 56,1 |
| Против                              | 748    | 43,9 |
| Недействительных/пустых бюллетеней  | 140    | –    |
| Всего                               | 1 845  | 100  |
| Зарегистрированных избирателей/Явка | 2 167  | 85,1 |
| Источник: Démocratie Directe        |        |      |

### «Инициатива Гасснера»
| Выбор                               | Голоса | %    |
| ----------------------------------- | ------ | ---- |
| За                                  | 171    | 10,9 |
| Против                              | 1 400  | 89,1 |
| Недействительных/пустых бюллетеней  | 155    | –    |
| Всего                               | 1 869  | 100  |
| Зарегистрированных избирателей/Явка | 2 179  | 85,8 |
| Источник: Démocratie Directe        |        |      |

### Контрпредложение Ландтага
| Выбор                               | Голоса | %    |
| ----------------------------------- | ------ | ---- |
| За                                  | 1 293  | 81,7 |
| Против                              | 290    | 18,3 |
| Недействительных/пустых бюллетеней  | 155    | –    |
| Всего                               | 1 869  | 100  |
| Зарегистрированных избирателей/Явка | 2 179  | 85,8 |
| Источник: Démocratie Directe        |        |      |